# Rahay
Rahay – miejscowość i gmina we Francji, w regionie Kraj Loary, w departamencie Sarthe.
Według danych na rok 1990 gminę zamieszkiwało 189 osób, a gęstość zaludnienia wynosiła 10 osób/km² (wśród 1504 gmin Kraju Loary, Rahay plasuje się na 1063. miejscu pod względem liczby ludności, natomiast pod względem powierzchni na miejscu 595.).